# Mohamed Camara (futbolista nacido en 2000)
Mohamed Camara (Bamako, 6 de enero de 2000) es un futbolista maliense que juega como centrocampista en el Al Sadd S. C. de la Liga de fútbol de Catar y en la selección nacional de Malí.

## Trayectoria
Comenzó su carrera en el AS Real Bamako antes de unirse al Red Bull Salzburgo con un contrato de cinco años en 2018.
El 8 de enero de 2019 fue cedido al TSV Hartberg por el resto de la temporada.
El 18 de febrero de 2021 la UEFA suspendió durante tres meses todas las actividades futbolísticas internacionales y de clubes, luego de una investigación de dopaje realizada por la UEFA en la que dio positivo.
El 14 de agosto de 2022 se hizo oficial su fichaje por el A. S. Monaco F. C. para los siguientes cinco años. En los dos primeros disputó 57 partidos, en los que marcó un gol y dio cinco asistencias, y en julio de 2024 fue traspasado al Al Sadd S. C.

## Selección nacional
Debutó con la selección de fútbol de Malí en una derrota amistosa por 2-1 ante Sudáfrica el 13 de octubre de 2019.

## Estadísticas

### Clubes
Actualizado al último partido disputado el 18 de febrero de 2024.
| Club                         | Div.          | Temporada     | Liga  | Liga  | Copas nacionales | Copas nacionales | Copas internacionales | Copas internacionales | Total | Total |
| Club                         | Div.          | Temporada     | Part. | Goles | Part.            | Goles            | Part.                 | Goles                 | Part. | Goles |
| ---------------------------- | ------------- | ------------- | ----- | ----- | ---------------- | ---------------- | --------------------- | --------------------- | ----- | ----- |
| F. C. Liefering · Austria    | 2.ª           | 2017-18       | 15    | 1     | —                | —                | —                     | —                     | 15    | 1     |
| F. C. Liefering · Austria    | 2.ª           | 2018-19       | 14    | 2     | —                | —                | —                     | —                     | 14    | 2     |
| TSV Hartberg · Austria       | 1.ª           | 2018-19       | 7     | 0     | 0                | 0                | —                     | —                     | 7     | 0     |
| TSV Hartberg · Austria       | Total club    | Total club    | 7     | 0     | 0                | 0                | 0                     | 0                     | 7     | 0     |
| F. C. Liefering · Austria    | 2.ª           | 2019-20       | 6     | 1     | —                | —                | —                     | —                     | 6     | 1     |
| F. C. Liefering · Austria    | Total club    | Total club    | 35    | 4     | 0                | 0                | 0                     | 0                     | 35    | 4     |
| Red Bull Salzburgo · Austria | 1.ª           | 2019-20       | 13    | 1     | 1                | 0                | 2                     | 0                     | 16    | 1     |
| Red Bull Salzburgo · Austria | 1.ª           | 2020-21       | 15    | 0     | 4                | 2                | 7                     | 0                     | 26    | 2     |
| Red Bull Salzburgo · Austria | 1.ª           | 2021-22       | 25    | 1     | 2                | 0                | 10                    | 0                     | 37    | 1     |
| Red Bull Salzburgo · Austria | Total club    | Total club    | 53    | 2     | 7                | 2                | 19                    | 0                     | 79    | 4     |
| A. S. Monaco F. C. Francia   | 1.ª           | 2022-23       | 30    | 0     | 0                | 0                | 8                     | 0                     | 38    | 0     |
| A. S. Monaco F. C. Francia   | 1.ª           | 2023-24       | 15    | 0     | 0                | 0                | —                     | —                     | 15    | 0     |
| A. S. Monaco F. C. Francia   | Total club    | Total club    | 45    | 0     | 0                | 0                | 8                     | 0                     | 53    | 0     |
| Total carrera                | Total carrera | Total carrera | 140   | 6     | 7                | 2                | 27                    | 0                     | 175   | 8     |

## Palmarés

### Títulos nacionales
| Título                              | Club               | País    | Año  |
| ----------------------------------- | ------------------ | ------- | ---- |
| Copa de Austria                     | Red Bull Salzburgo | Austria | 2020 |
| Bundesliga                          | Red Bull Salzburgo | Austria | 2020 |
| Copa de Austria                     | Red Bull Salzburgo | Austria | 2021 |
| Bundesliga                          | Red Bull Salzburgo | Austria | 2021 |
| Bundesliga                          | Red Bull Salzburgo | Austria | 2022 |
| Copa de Austria                     | Red Bull Salzburgo | Austria | 2022 |
| Liga de fútbol de Catar             | Al Sadd S. C.      | Catar   | 2025 |
| Copa Príncipe de la Corona de Catar | Al Sadd S. C.      | Catar   | 2025 |